# Hovborg
Hovborg er en landsby i Sydjylland med 392 indbyggere  (2024) beliggende i Lindknud Sogn. Landsbyen ligger i Vejen Kommune og tilhører Region Syddanmark. I Hovborg finder man Hovborg Kro, Holmeå Camping, ferieby med sommerhuse og hytter, en fiskesø, en lille fiskebutik, kunstforening samt diverse gallerier. I Hovborg og omegn er der mulighed for traveture på de mange stisystemer. I landsbyen er der derudover en børnehave og et kultur- & idrætscenter. Efter lukningen af byens Dagli'brugs i foråret 2023 er man i fuld gang med at etablere en MinKøbmand.
Byen ligger på Sekundærrute 425 ca 10 nord for Holsted.
Holme Å løber gennem byen, ligesom Kyst til Kyst Stien, der et langt stykke følger den.
Nær Hovborg findes Københavnerplantagerne, Hovborg plantage, Klelund Plantage samt Baldersbæk plantage.
I landsbyen finder man Hovborg Kirke.

## Danmarks Bedste Landsbyhus
I 2009 kom Hovborg i mediernes opmærksomhed, da landsbyen planlagde at opføre en ny skole (Danmarks Bedste Landsbyskole) til over 40mill DKK i 2012. bl.a. Innovation Lab og Ole Kirks Fond har allerede været engageret i projektet.

## Befolkning
| 2006 | 2007 | 2008 | 2009 | 2010 | 2011 | 2012 |
| ---- | ---- | ---- | ---- | ---- | ---- | ---- |
| 388  | 385  | 399  | 403  | 393  | 392  | 397  |

## Galleri
- Hovborg Kirke
- Den tomme dagligvarebutik
- Dambruget Hovborg Fiskeri
- Naturudstillingen